# ایمپریجیلو
ایمپریجیلو (به ایتالیایی: Impregilo) شرکت ساخت‌وساز و مهندسی عمران ایتالیایی است، که دفتر مرکزی آن در شهر میلان قرار دارد. 
این شرکت در سال ۱۹۵۹ تأسیس شد و از طریق ادغام با شرکت‌های دیگر رشد کرد و در حال حاضر بزرگترین پیمانکار پروژه‌های ساخت‌وساز در ایتالیا به‌شمار می‌آید. 

شرکت ایمپریجیلو تاکنون پروژه‌های بزرگ زیادی را در سراسر جهان اجرا نموده است. این پروژه‌ها عمومأ در زمینه زیرساخت‌ها، حمل‌ونقل و سیستم‌های زیست‌محیطی بوده‌اند. بخشی از سهام این شرکت در بازار بورس ایتالیا دادوستد می‌شود.